# 澤円
澤 円（さわ まどか、1969年5月10日 - ）は、日本の実業家。日本マイクロソフト株式会社元業務執行役員、元同社テクノロジーセンターセンター長、株式会社圓窓代表取締役、武蔵野大学専任教員。

## 人物・経歴
兵庫県生まれ、千葉県育ち。1988年渋谷教育学園幕張高等学校卒業。1993年立教大学経済学部卒業。生命保険のIT子会社勤務を経て、1997年、マイクロソフト（現・日本マイクロソフト株式会社）に入社。
情報共有系コンサルタント、プリセールスSEを経て、競合対策専門営業チームマネージャ、ポータル＆コラボレーショングループマネージャ、クラウドプラットフォーム営業本部本部長などを歴任。2011年7月、マイクロソフトテクノロジーセンター センター長に就任。2015年2月、同社サイバークライムセンター日本サテライトのセンター長を兼任。
2019年10月、株式会社圓窓代表取締役就任。
2020年8月、日本マイクロソフト株式会社を退職。
現在は、多くの企業の顧問やアドバイザーを兼任し、テクノロジー啓蒙や人材育成を行なっている。
マイクロソフトでは、年間200本ものプレゼンテーションを行い、ビル・ゲイツの名を冠した賞を授与されるなど、Microsoft名物プレゼンターとして『プレゼンテーションの神様』とも言われた。プレゼンテーションに関する講演も多数行なっている。
琉球大学で客員教員、武蔵野大学で専任教員も務める。

## 主な著作
- 『外資系エリートのシンプルな伝え方』（KADOKAWA／中経出版）
- 『マイクロソフト伝説マネジャーの世界№1プレゼン術』（ダイヤモンド社）
- 『メタ思考　「頭のいい人」の思考法を身に着ける』（大和書房）